# Belgische Leeuw 2021
De verkiezing van de Belgische Leeuw 2021 werd op 30 november 2021 gehouden. De trofee ging naar Tarik Tissoudali, die de voorkeur kreeg op Selim Amallah, Faïz Selemani, Ismaël Kandouss en Yahya Nadrani. Bij de vrouwen ging de prijs naar Sakina Ouzraoui Diki (RSC Anderlecht). 

## Uitslag
| Nr.        | Land                                  | Naam             | Club(s)           |
| Finalisten | Finalisten                            | Finalisten       | Finalisten        |
| ---------- | ------------------------------------- | ---------------- | ----------------- |
| 1.         | Vlag van Marokko · Vlag van Nederland | Tarik Tissoudali | KAA Gent          |
| 2.         | Vlag van Marokko · Vlag van België    | Selim Amallah    | Standard Luik     |
| 3.         | Vlag van Comoren · Vlag van Frankrijk | Faïz Selemani    | Union Sint-Gillis |
| 4.         | Vlag van Frankrijk · Vlag van Marokko | Ismaël Kandouss  | Union Sint-Gillis |
| 5.         | Vlag van Frankrijk · Vlag van Marokko | Yahya Nadrani    | RFC Seraing       |

## Nevenprijzen

### Beste coach
| Nr. | Land                               | Winnaar      | Club                |
| --- | ---------------------------------- | ------------ | ------------------- |
| 1.  | Vlag van België · Vlag van Marokko | Karim Bachar | Futsal Rode Duivels |

### Beste belofte
| Nr. | Land                               | Winnaar            | Club           |
| --- | ---------------------------------- | ------------------ | -------------- |
| 1.  | Vlag van België · Vlag van Marokko | Anouar Ait El Hadj | RSC Anderlecht |

### Beste Belg in het buitenland
| Nr. | Land                               | Winnaar     | Club        |
| --- | ---------------------------------- | ----------- | ----------- |
| 1.  | Vlag van België · Vlag van Marokko | Loïs Openda | SBV Vitesse |

### Beste futsalspeler
| Nr. | Land                               | Winnaar       | Club                      |
| --- | ---------------------------------- | ------------- | ------------------------- |
| 1.  | Vlag van België · Vlag van Marokko | Ahmed Sababti | Futsal Topsport Antwerpen |